# Dead by Dawn (festival de cinema)
Dead by Dawn é um festival de cinema independente que acontece em Edimburgo, na Escócia, especificamente dedicado a filmes de terror. Fundado em 1993 por Adele Hartley, é um festival de descoberta que exibe principalmente filmes independentes, tanto curtas-metragens quanto longa-metragens. Dead by Dawn é um membro da Federação dos Festivais Europeus de Cinema Fantástico (FFECF) e ocorre uma vez por ano, geralmente em meados de abril.